# Президентские выборы в Иране (1980)
Первые президентские выборы в Иране были проведены 25 января 1980 года, спустя год после исламской революции в Иране, и проходили в соответствии с Конституцией, принятой на референдуме в декабре 1979 года. Число имеющих право голоса на президентских выборах составляло 20 993 643 человек, явка составила 64,4 %.
Первоначальное число зарегистрированных кандидатов в президенты составило 124 человека, из которых 96 из них были допущены до участия в выборах.
Победу на выборах одержал Абольхасан Банисадр, получивший 76,5 % голосов.
Инаугурация первого президента Ирана состоялась 4 февраля 1980 года в Тегеране.
| Итоги выборов                               | Итоги выборов                    | Итоги выборов       | Итоги выборов | Итоги выборов | Итоги выборов |
| Партия                                      | Партия                           | Кандидат            | Число голосов | %             |               |
| ------------------------------------------- | -------------------------------- | ------------------- | ------------- | ------------- | ------------- |
|                                             | Независимый                      | Абольхасан Банисадр | 10,709,330    | 75,6 %        |               |
|                                             | Национальный фронт Ирана         | Ахмад Мадани        | 2,224,554     | 15,71 %       |               |
|                                             | Исламская республиканская партия | Хасан Хабиби        | 674,859       | 3,35 %        |               |
|                                             | Национальная партия Ирана        | Дариуш Форухар      | 133,478       | 0,94 %        |               |
|                                             | Независимый                      | Садек Табатабаи     | 114,776       | 0,81 %        |               |
|                                             | Иранское движение свободы        | Казем Сами          | 89,270        | 0,63 %        |               |
|                                             | Паниранская партия               | Садек Готбзаде      | 48,547        | 0,34 %        |               |
| Всего                                       | Всего                            | Всего               | 14,146,620    | 100,00 %      | 100,00 %      |
| Явка                                        | Явка                             | Явка                | 67,42 %       | 67,42 %       | 67,42 %       |
| Источник: Министерство внутренних дел Ирана |                                  |                     |               |               |               |